# Francisco Moreno Fernández (Linguist)

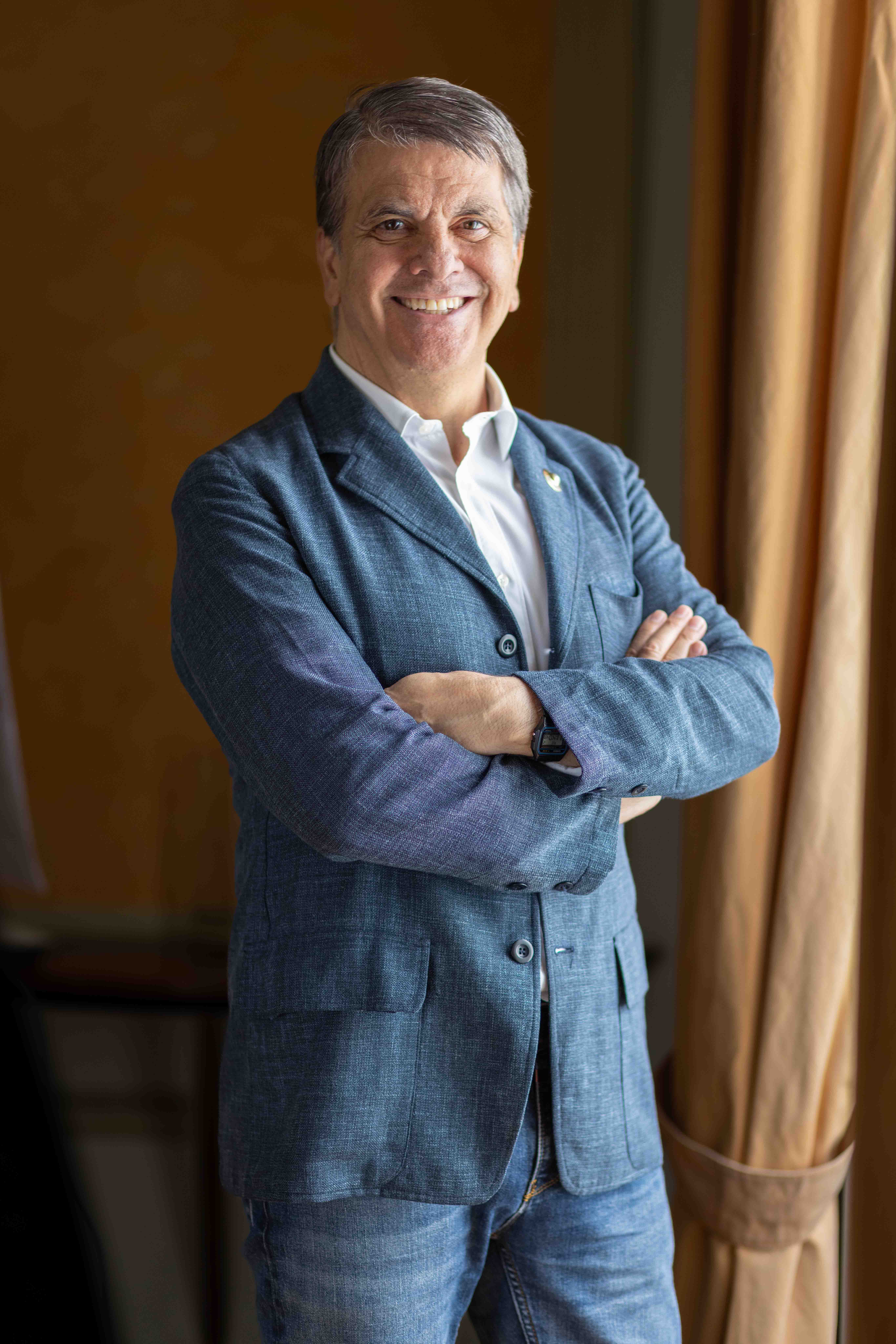
Francisco Moreno-Fernández

Francisco Moreno Fernández (geboren 1960 in Mota del Cuervo, Provinz Cuenca) ist ein spanischer Sprachgeograph und Soziolinguist.

## Werdegang
Moreno Fernández ist promovierter Hispanist, Alexander-von-Humboldt-Professor an der Universität Heidelberg und Direktor des Observatorio Global del Español des Instituto de Cervantes. Mit Antritt seiner von der Alexander-von-Humboldt-Stiftung verliehenen und vom Bundesministerium für Bildung und Forschung gestifteten Professur übernahm er die Leitung des Heidelberg Centrum für Ibero-Amerika-Studien (HCIAS). Seine Forschungsschwerpunkte liegen in den Bereichen Soziolinguistik, Sprachgeographie und angewandte Sprachwissenschaft. Er war akademischer Leiter des Instituto Cervantes (2008–2013) und Gastwissenschaftler an den Universitäten London, New York (SUNY - Albany), Québec (Montreal) und Tokyo sowie Gastprofessor an den Universitäten Göteborg (Schweden), São Paulo (Brasilien), Chicago (USA), Brigham Young (USA) und der Pontificia Universidad Católica de Chile.
Er ist ordentliches Mitglied der nordamerikanischen Akademie für spanische Sprache (seit 2017) und korrespondierendes Mitglied der Akademien für spanische Sprache in Kuba (seit 2013), Spanien (seit 2015), Chile (seit 2017) und Mexiko (seit 2018). 2022 wurde Moreno Fernández zum Mitglied der Academia Europaea gewählt.
Francisco Moreno-Fernández war Leiter des Instituto Cervantes in São Paulo (1998–2001) und in Chicago (2001–2005). Er war akademischer Direktor und Forschungsleiter der Comillas-Stiftung zur Förderung der spanischen Sprache und Kultur (2006–2008) und Direktor des Instituto Cervantes an der Universität Harvard (Observatory of the Spanish Language and Hispanic Cultures in the United States) (2013–2018).
1998 koordinierte er das erste Jahrbuch des Instituto Cervantes El español en el mundo. Er publizierte Beiträge in zahlreichen US-amerikanischen spanischsprachigen Zeitungen: La Opinión (Los Angeles), El Diario. La Prensa (New York) und La Raza (Chicago). Er ist Mitherausgeber der internationalen Zeitschriften Spanish in Context (John Benjamins) und Journal of Linguistic Geography (Cambridge University Press), Gründer und erster Direktor der Zeitschrift Lengua y migración / Language & Migration sowie Mitglied des Herausgeberbeirats der Zeitschriften International Journal of the Sociology of Language, Journal of Linguistic Geography, Journal of World Languages, Boletín de Filología de la Universidad de Chile, Lingüística Española Actual, Revista Internacional de Lingüística Iberoamericana und Oralia.

## Bücher
- Así nos comunicamos en sociedad, Lingüística y Comunicación, Ediciones Complutense, Madrid 2024, ISBN 9788466938488.
- In Kollaboration mit Héctor Álvarez Mella: Demografía de las lenguas, Lengua y Sociedad en el Mundo Hispánico, 53, Iberoamericana Vervuert, Madrid 2024, ISBN 978-84-9192-419-7.
- als Hrsg. mit Héctor Álvarez Mella: El español en Europa. Archiletras cientíca. Revista de investigación de lengua y letras (ACRILL), Vol. 10, Prensa y Servicios de la Lengua, Madrid 2023, ISBN 978-84-09-56528-3.
- als Hrsg. mit Ana M. Cestero Mancera: Monográfico: Patrones sociolingüísticos y geolectales del español. Estudios sobre el corpus PRESEEA, Vol. 94: Círculo de Lingüística Aplicada a la Comunicación, Ediciones Complutense, Madrid 2023, ISSNe: 1576-4737.
- als Hrsg. mit Rocío Caravedo: Dialectología hispánica / The Routledge Handbook of Spanish Dialectology, 1. Aufl. Routledge, London 2022, ISBN 9780367266288.
- La lengua de los hispanos unidos de América: Crónica de resistencia, Colección Eleanor Roosevelt, Catarata, Madrid 2022, ISBN 978-84-1352-584-6.
- mit Óscar Loureda Lamas, Héctor Álvarez Mella und David Scheffler: El Español en Europa. Sumplemento 1.1. El Español en la Alemania Precovid-19, Madrid, Instituto Cervantes, 2022.
- mit Óscar Loureda Lamas, Héctor Álvarez Mella und David Scheffler: El español en europa. Demolingüística del español en Alemania, Instituto Cervantes, Madrid 2021, ISBN 978-84-18210-06-8.
- als Hrsg.: El español lengua migratoria, Vol. Monográfico Archiletras Científica, II, 2020. ISSN:2659-8957.
- mit Inmaculada Penadés Martínez und Clara Ureña Tormo: Gramática fundamental del español, Routledge, London 2020, ISBN 978-1-138-35961-1.
- Variedades de la lengua española, Routledge, London 2020, ISBN 978-1-138-38595-5.
- Tras Babel. De la naturaleza social del lenguaje. Ediciones Nobel, Oviedo 2018, ISBN 978-84-8459-750-6.
- Diccionario de anglicismos del español estadounidense. Instituto Cervantes at Harvard, Cambridge, MA 2018, ISBN 978-0-692-04726-2.
- A Framework for Cognitive Sociolinguistics. Routledge, London 2016, ISBN 978-1-138-68198-9.
- La maravillosa historia del español. Espasa, Madrid 2015, ISBN 978-84-670-4427-0.
- Spanish Revolution. Ensayo sobre los lenguajes indignados. Unoycero, Valencia 2014, ISBN 978-84-942609-3-3.
- mit F. Ramallo: Las lenguas de España a debate. Unoycero, Valencia 2013, ISBN 978-84-941776-6-8.
- Sociolingüística cognitiva. Vervuert, Frankfurt 2012, ISBN 978-3-86527-742-8.
- Las variedades de la lengua española y su enseñanza. Arco/Libros, Madrid 2010, ISBN 978-84-7635-802-3.
- La lengua española en su geografía. Manual de dialectología hispánica. 2., überarbeitete Auflage. Arco/Libros, Madrid 2014, ISBN 978-84-7635-783-5.
- mit J. Otero: Atlas de la lengua española en el mundo. 3., überarbeitete Auflage. Ariel, Barcelona 2017, ISBN 978-84-08-16664-1.
- als Hrsg.: Sociolinguistics of Spanish in Spain: the bilingual areas. In: International Journal of the Sociology of Language. 2007. ISSN 0165-2516.
- mit J. Otero: Demografía de la lengua española. Fundación Telefónica - Instituto Complutense de Estudios Internacionales, Madrid 2007, ISBN 978-84-611-5071-7.
- Principios de Sociolingüística y Sociología del Lenguaje. 3. Auflage. Ariel, Barcelona 2008, ISBN 978-84-344-8264-7.
- Historia social de las lenguas de España. Ariel, Barcelona 2005, ISBN 84-344-8263-0.
- mit A. Cestero, I. Molina und F. Paredes: La lengua hablada en Alcalá de Henares. Universidad de Alcalá, Alcalá de Henares 2004–2007, ISBN 978-84-8138-535-9.
- Diccionario bilingüe de uso Español – Portugués / Portugués – Español. 2. Auflage. Arco/Libros, Madrid 2005, ISBN 84-7635-545-9.
- Producción, expresión e interacción oral. Arco/Libros, Madrid 2002, ISBN 84-7635-487-8.
- Qué español enseñar. 2. Version. Arco/Libros, Madrid 2007, ISBN 978-84-7635-447-6.
- (dir.) Diccionario para la Enseñanza de la Lengua Española. Bibliograf, Barcelona 1995, ISBN 84-8332-111-4.
- La división dialectal del español de América. Universidad de Alcalá, Alcalá de Henares 1993, ISBN 84-86981-83-2.
- als Hrsg.: Sociolinguistics and Stylistic Variation. In: Lynx. 1992, ISSN 0214-4611.
- Metodología sociolingüística. Gredos, Madrid 1990, ISBN 84-249-1433-3.

## Preise und Auszeichnungen
- Korrespondierendes Mitglied, Academia Panameña de la Lengua (seit 2025)
- Voto de Louvor da Universidade Federal do Rio de Janeiro (2000)
- "National Association of Hispanic Publications". Erster Platz. Multiple Article Series, Larger Publications (Las Vegas, USA; März 2003)
- 15. Forschungspreis "Juan Martín de Nicolás" (2006)
- National Essay Prize Finalist. Spanien (2016)
- Ehrendoktorwürde Universidad Ricardo Palma (Peru) (2017)
- 15. "Rey de España" Journalisten-Preis Don Quijote (Spanien) (2018)
- Instituto Cervantes Medaille (2019)
- Preisträger der Alexander von Humboldt Stiftung (2020)